# دراسة (آلة)
الدرَّاسة هي آلة زراعية تدرس الحبوب أي أنها تزيل البذور من السيقان والعصاف وذلك عن طريق ضرب النبات لجعل البذور تسقط.
كان الدرس يجري يدويًا بالمخباط قبل تطوير مثل هذه الآلات وكان شاقًا للغاية ويستغرق وقتًا طويلاً، حيث استهلك نحو ربع العمالة الزراعية بحلول القرن الثامن عشر. أدت مكننة هذه العملية إلى اقتصاد قدر كبير من الكدح من العمالة الزراعية. اخترع المهندس الإسكتلندي أندرو مِكْلِي الدراسة الأولى نحو عام 1786، وكان الاعتماد اللاحق لمثل هذه الآلات أحد الأمثلة السابقة لمكننة الزراعة. انتشرت كلُّ من الدراسات والحصادات والحصادات الرابطة خلال القرن التاسع عشر تدريجيًا وجعلت إنتاج الحبوب أقل صعوبة. أما في يومنا هذا فقد استُبدِلَت الرابطات والدرَّاسات المنفصلة إلى حد كبير بآلات تجمع بين جميع وظائفها أي الحصادات الرابطة الدراسة. ومع ذلك فتظل الآلات الأبسط مهمة باعتبارها التقنية الملائمة في سياقات الزراعة منخفضة رأس المال، سواء في البلدان النامية أو في البلدان المتقدمة في المزارع الصغيرة التي تسعى جاهدة لتحقيق مستويات عالية من الاستدامة الذاتية. فعلى سبيل المثال تعتبر الدراسات التي تعمل بالمِدواس خيارًا منخفض التكلفة وتستخدم بعض طوائف الأميش الرابطات التي تجرها الخيول والدرسات القديمة.

## معرِض الصور

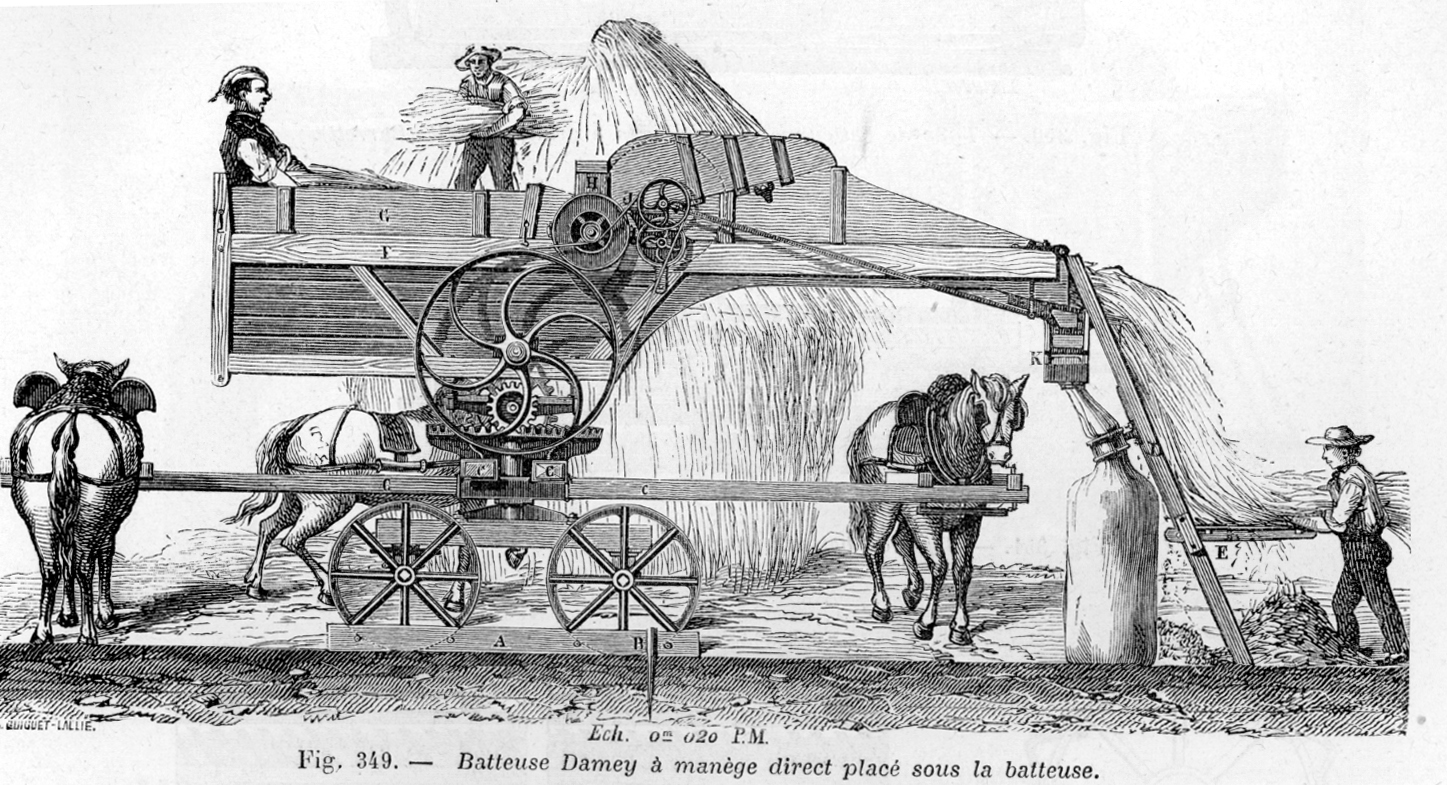
درَّاسة من عام 1881
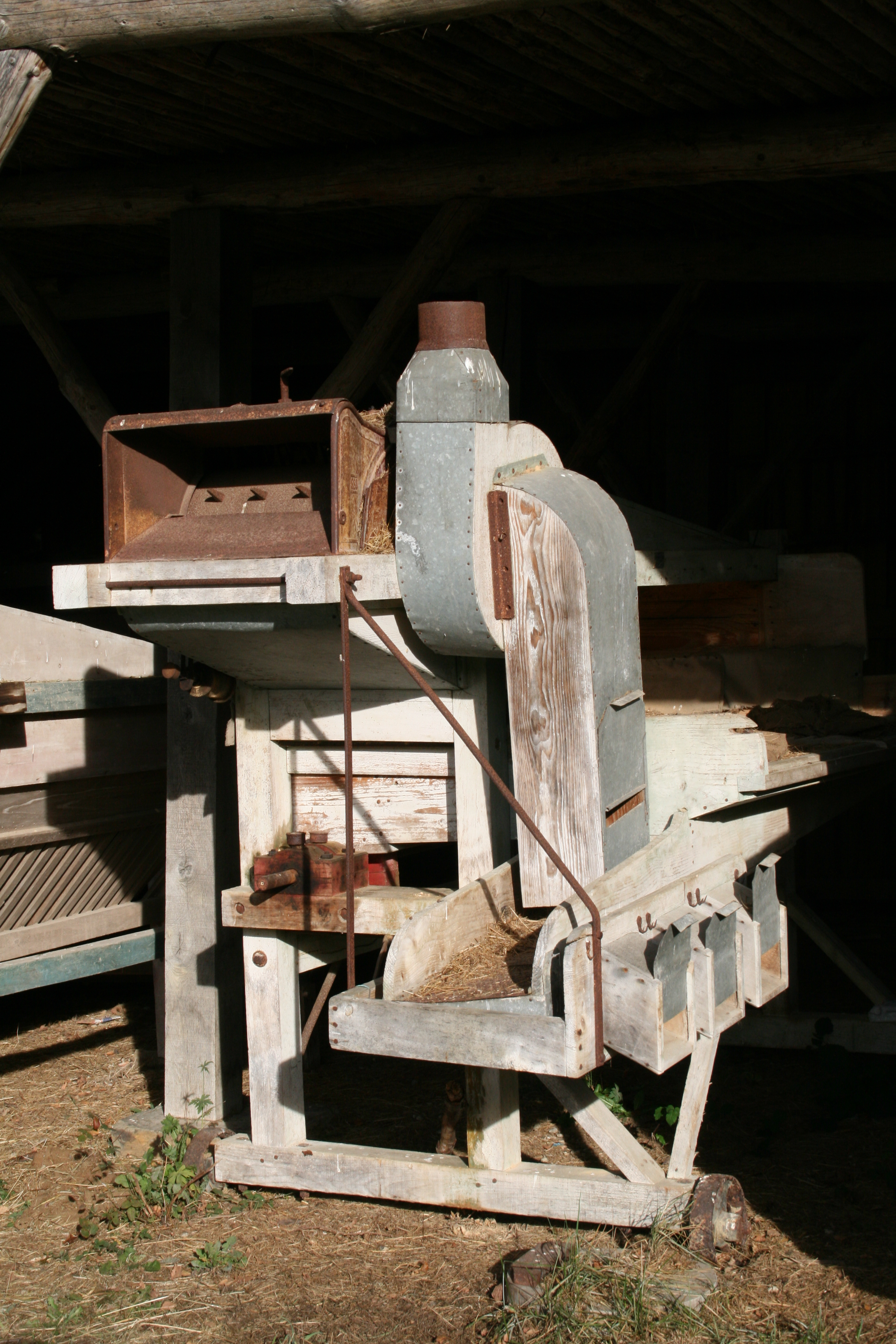
متحف في الهواء الطلق في بلجقا
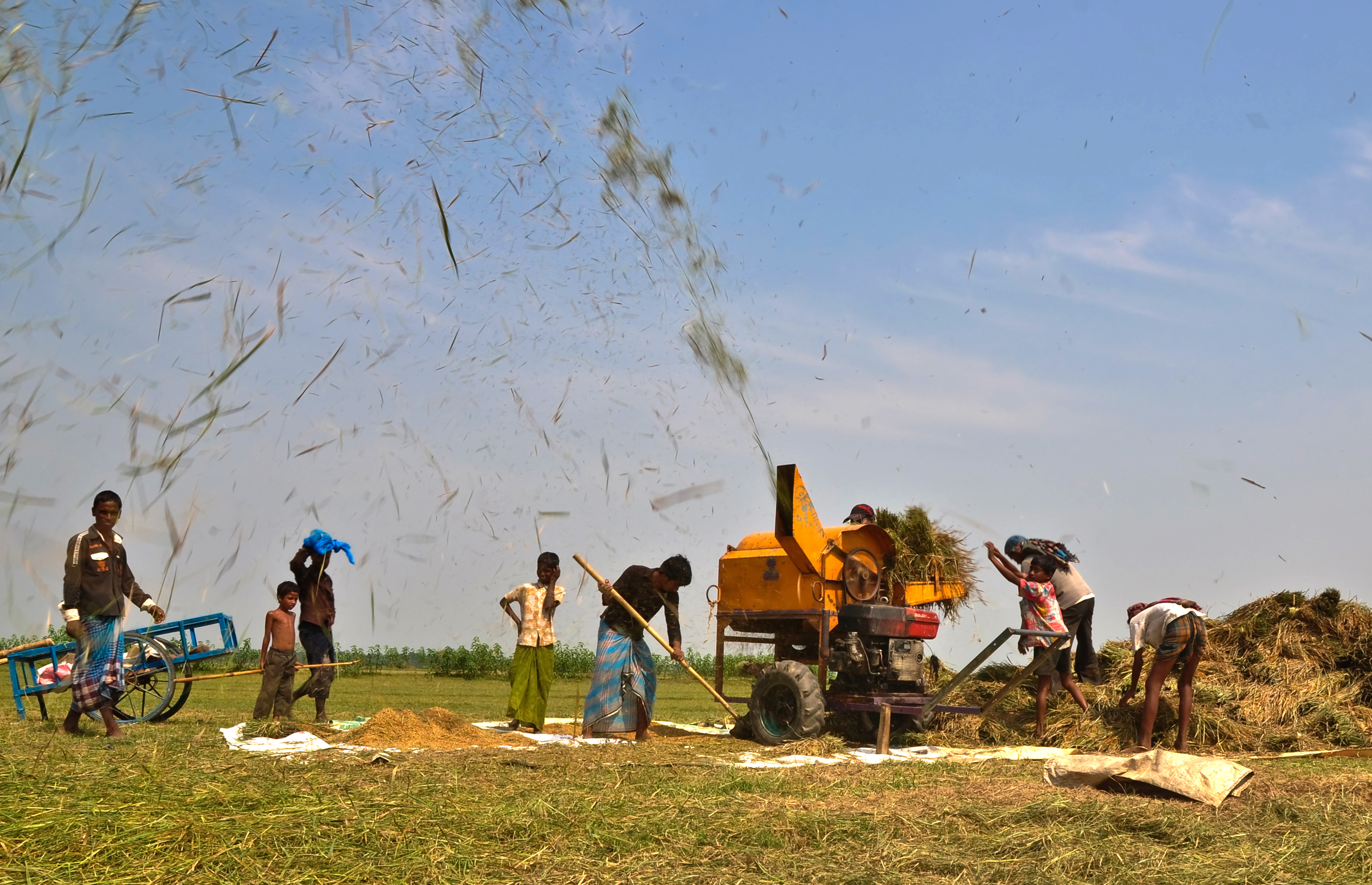
درس الأرز بالآلة ، بنغلاديش.